# Добрый Рог
Добрый Рог (бел. Добры Рог) — упразднённая деревня в Бывальковском сельсовете Лоевского района Гомельской области Белоруссии.
На востоке и юге граничит с лесом.

## География

### Расположение
В 19 км на юго-запад от Лоева, 79 км от железнодорожной станции Речица (на линии Гомель — Калинковичи), 103 км от Гомеля.

## Транспортная сеть
Транспортные связи по просёлочной, затем автомобильной дороге Брагин — Лоев. Планировка состоит из прямолинейной улицы, ориентированной с юго-востока на северо-запад, к которой на севере присоединяется вторая прямолинейная улица. Застройка редкая, деревянная, усадебного типа.

## История
Основан в начале 1920-х годов переселенцами из соседних деревень на бывших помещичьих землях. В 1931 году жители вступили в колхоз. Во время Великой Отечественной войны в 1943 году оккупанты сожгли 10 дворов убили 4 жителей. Согласно переписи 1959 года в составе колхоза Ленинский флаг (центр — деревня Бывальки).

## Население

### Численность
- 1999 год — 8 хозяйств, 11 жителей.

### Динамика
- 1940 год — 46 дворов, 158 жителей.
- 1959 год — 139 жителей (согласно переписи).
- 1999 год — 8 хозяйств, 11 жителей.
- 2010 год — 0 жителей